# Suniario de Barcelona
Suniario I (en catalán Sunyer I) (890?- 950) conde de Barcelona, Gerona, y Osona (911-947). Era hijo de Wifredo el Velloso y de Guinidilda de Ampurias, y hermano pequeño de Wifredo II Borrell, Sunifredo de Urgel y Miró de Cerdaña.
Nació en un lugar incierto alrededor del año 890 y se cree que murió en el Monasterio de la Grassa (en el condado de Conflent) en el 950. Desde la muerte de su padre (897) estuvo asociado al gobierno bajo la tutela de su hermano y gobernó en solitario a partir de la muerte de este en el 911.
Al morir su tío Radulfo I de Besalú (913 o 920) surgió un conflicto entre Suniario y su hermano Miró II de Cerdaña por la posesión del condado de Besalú. Al final se decidió incorporar Besalú en el condado de la Cerdaña; a cambio, Miró renunciaba a sus aspiraciones al condado de Barcelona.
Se casó en primeras nupcias con Aimilda el año 914 y tuvieron una hija:
- Gudinilda de Barcelona (915-960), casada con Hugo I, conde del alto Quercy.

En 925, Suniario se casó en segundas nupcias con Riquilda de Tolosa, hija del conde Roergue, con la que tuvo cuatro hijos y una hija:
- Armengol I de Osona (925-943), conde de Osona.
- Miró I de Barcelona (926-966), conde de Barcelona.
- Borrell de Barcelona (927-992), conde de Barcelona.
- Adelaida de Barcelona (928-955), casada con su tío Sunifredo II de Urgel y posteriormente abadesa del Monasterio de San Juan de las Abadesas.
- Guillermo de Barcelona (929-986).

En política interior, Suniario protegió y fortaleció las instituciones eclesiásticas, concediéndoles tierras y tributos y estimulando la repoblación del condado de Osona.
En las relaciones exteriores, abandonó la actitud defensiva habitual entre los condes catalanes y luchó contra los sarracenos en Lérida y Tarragona; al mismo tiempo, mantuvo relaciones diplomáticas con Córdoba. Amplió y repobló su condado por el Panadés hasta Olèrdola (929).
En 912, el gobernador sarraceno de Lérida dirigió un ataque contra el condado de Barcelona que derrotó a los ejércitos de Suniario en el valle de Tárrega. Pero en el 914, Suniario organizó una expedición de respuesta que dio muerte al sarraceno.
Durante el periodo comprendido entre el 936 y el 937, dirigió una expedición militar contra los musulmanes por el litoral catalán hacia el sur. Parece que la expedición fue un éxito ya que, además de provocar un gran número de víctimas en el enemigo (murió también el cadí de Valencia), consiguió que los musulmanes abandonaran temporalmente Tarragona (que quedó como tierra de nadie) e impuso el pago de un tributo a la ciudad de Tortosa.
En el 947 se retiró para ejercer vida monacal tras haber cedido el gobierno de sus dominios a sus hijos Borrell II y Miró I.
| Predecesor: Wifredo II Borrell | Conde de Barcelona 911-947 | Sucesor: Borrell II y Miró I |

- Datos: Q200879
- Multimedia: Sunifred, Count of Barcelona / Q200879